# 20553 Доналдгок
20553 Доналдгок  (20553 Donaldhowk) — астероїд головного поясу, відкритий 9 вересня 1999 року.
Тіссеранів параметр щодо Юпітера — 3,582.